# Алексеевский сельский совет (Первомайский район)
Алексе́евский се́льский сове́т — входит в состав Первомайского района Харьковской области Украины.
Административный центр сельского совета находится в селе Алексеевка.

## История
- 1918 — дата образования.

## Населённые пункты совета
- село Алексеевка